# 公債管理
所謂公債管理，指政府對民間所持有的公債之結構所能發生影響的一切行為。政府透過公債管理，可將公債的償還期間長期化、債息負擔最小化、與金融政策相配合，亦可多樣化適合投資大眾的需要，以達成政府舉債的目的。

## 公債管理原則
1.債息負擔極小化：政府發行公債籌措財源，亦考慮最低成本，當經濟處於通貨膨脹時期，因長期利率相對較高，應發行短期債券；反之於經濟衰退時期，應發行長期債券，以達成債息最小化。

2.償還期間長期化：償還期間愈長愈能達到舉債目的，但此原則常與其他原則相衝突。

3.財政與貨幣政策相互協調以達成穩定原則：公債的發行會因貨幣效果而對金融市場產生影響，因此公債的發行必須考慮及控制其影響的程度，以達成金融穩定的原則。

4.債券種類多樣化：以不同的期限、利率或税負來迎合購買者的需求。

5.公債持有者合理化：公債的發行對象可分為中央銀行、商業銀行及民間，各會產生不同的經濟效果。

6.償債基金之設置：公債的發行建立在政府的信用，設置償債基金可以增強公債信用及穩定公債價格。